# Хајнкел HD-38
Хајнкел HD-38 (енгл. Heinkel HD-38) је немачки ловачки авион. Први лет авиона је извршен 1929. године. 

Највећа брзина авиона при хоризонталном лету је износила 322 km/h.
Практична највећа висина током лета је износила 6.700 метара а брзина успињања 556 метара у минути. Распон крила авиона је био 10,00 метара, а дужина трупа 7,20 метара. Празан авион је имао масу од 1.415 килограма. Нормална полетна маса износила је око 1.840 килограма. Био је наоружан са два митраљеза калибра 7,62 mm.

## Наоружање
| Наоружање авиона: Хајнкел      |      |
| Ватрено (стрељачко) наоружање  |      |
| Топ                            |      |
| Митраљез                       |      |
| Калибар                        | 7,62 |
| Бомбардерско наоружање (бомбе) |      |
| Ракетно наоружање (ракете)     |      |